# 加茂野交流センター
加茂野交流センター（かものこうりゅうセンター）は、岐阜県美濃加茂市加茂野町にある公共施設。

## 概要
- 美濃加茂市の生涯学習施設の一つである。行政施設の「美濃加茂市役所加茂野連絡所」を併設する。2016年（平成28年）12月11日開所。
- 愛称はあまちの森。公募により選考された[1]。
- 災害時の拠点施設でもあり、災害時の建物への電力供給はプラグインハイブリッドカーから供給できる設備を備えている。敷地内には備蓄倉庫、マンホールトイレがある。

## 施設概要
1階
- 美濃加茂市役所加茂野連絡所

所管区域は加茂野町全域
- 集会室　※3分割して運用可能
- 和室
- 会議室
- 調理室
- 託児スペース
- 図書コーナー

2階
- 学習室　（2室）
- 体育室
- 音楽室
- 図書コーナー

## 利用案内
- 所在地：岐阜県美濃加茂市加茂野町今泉1546-4
- 利用時間
  - 8：30 - 22：00　（加茂野交流センター）
  - 8：30 - 17：15　（美濃加茂市役所加茂野連絡所）
- 休館日
  - 年末年始（12月29日～1月3日）　（加茂野交流センター）
  - 土日祝日、年末年始（12月29日～1月3日）　（美濃加茂市役所加茂野連絡所）

## 交通アクセス

### 公共交通機関
- あい愛バス あまちの森・しょうよう線「加茂野交流センター」バス停より徒歩すぐ
- 長良川鉄道加茂野駅下車、徒歩約15分

## 周辺施設
- 美濃加茂市立加茂野小学校
- 天乳池
- 美濃加茂加茂野簡易郵便局
- 関信用金庫加茂野支店

## 参考
- 広報みのかも№1002（2016年12月）